# Ministres de Napoléon Ier
Premier Empire
Gouvernement du Consulat Gouvernement provisoire de 1814
Napoléon appuya la marche de son gouvernement sur une dizaine de départements ministériels qu'il confia à une trentaine d'hommes. Cambacérès, numéro deux de l'Empire, Talleyrand, prince des diplomates du XIXe siècle, et Fouché, inventeur de la police moderne, en sont les plus connus mais il ne faudrait pas oublier Gaudin, quinze ans aux Finances, qui accompagna l'Empereur du début jusqu'à la fin, Decrès à la Marine ou Régnier à la Justice.

## La conception du rôle de ministre sous le règne de Napoléon
Après la Révolution et dix ans de bouleversements politiques et institutionnels qui tendirent vers la décentralisation débridée des pouvoirs, l'Empereur organisa ce qui a fait, et fait encore, la force de l'État en France : une administration institutionnalisée, indépendante, professionnalisée, hiérarchisée, rationalisée, nerf de la puissance publique. La politique intérieure de Napoléon s'exerça au travers de cette pyramide solide. À la tête de l'État, l'Empereur confia la direction d'un pan de l'action publique à des ministres. Napoléon ne pouvait tout faire seul et il avait besoin de cette équipe pour faire fonctionner la France et lancer un peu partout ses masses de granit.
Aux termes de l'article premier de la Constitution du 18 mai 1804, le gouvernement de la France était confié, exclusivement, aux mains d'un empereur des Français. Les grands commis qui entouraient Napoléon ne constituaient pas une réunion collégiale exécutive — tel un gouvernement au sens contemporain du terme ou un Conseil des ministres — mais tout au plus un aréopage d'hommes destinés à l'éclairer avant la prise de décision. 
Les ministres ne participaient à l'acte de gouverner que dans sa phase d'exécution. Ils servaient davantage d'aide à la réflexion qu'à la prise de décision. Preuve en est, les décrets de l'Empereur étaient signés par lui seul et contresignés pour la forme par le ministre-secrétaire d'État dans le cabinet de travail de l'Empereur. Aux ministres d'assurer l'exécution des décisions de l'Empereur.
Ils obéissaient à l'Empereur duquel ils tiraient directement ses ordres et ses volontés. Celui-ci gardait la main haute sur leurs faits et gestes, décidait en dernier ressort et ne tolérait pas qu'ils interprètent mal ses directives ou outrepassent leurs prérogatives ou le champ de leur portefeuille. 
Ils commandaient leur administration et géraient la carrière de leurs agents.

## Le statut des ministres
Les ministres n'étaient responsables que devant l'Empereur qui les nommait, les révoquait et duquel ils tiraient leur légitimité.
En termes de pouvoir politique et d'autorité constitutionnelle, les ministres venaient immédiatement après l'Empereur, premier représentant de la nation. Dans l'ordre des préséances, les ministres venaient en quatrième rang derrière les princes français, les grands dignitaires de l'Empire et les cardinaux mais devant les maréchaux d'Empire, les grands officiers civils de la Couronne, les sénateurs et les conseillers d'État.
L'Empereur rappela à plusieurs occasions que, dans l'action administrative, personne n'était au-dessus des ministres, pas même les membres de la famille impériale, les grands dignitaires de l'Empire ou les gouverneurs généraux de province. Napoléon tança notamment Fontanes, le grand maître de l'Université impériale, et lui rappela qu'en aucun cas il n'était l'égal d'un ministre, en l'occurrence le ministre de l'Intérieur.
Symboliquement, Napoléon accompagnait la nomination ministérielle d'un bagage d'honneurs et de dignités. Quasiment tous les ministres étaient comtes d'Empire (certains seulement barons) et titulaires d'un grade élevé dans la Légion d'Honneur. Ils avaient de droit leurs entrées à la cour impériale.

## Les douze départements ministériels
- Secrétairerie d'État
- Département de l'Intérieur
- Département de la Police générale
- Département du Grand juge, ministre de la Justice
- Département des Relations extérieures

- Département de la Guerre
- Département de l'Administration de la Guerre
- Département de la Marine et des Colonies
- Département des Finances
- Département du Trésor impérial
- Département des Manufactures et du Commerce
- Département des Cultes

### La secrétairerie d'État
Le secrétariat général des consuls inspire à Napoléon le secrétariat d'État qu'il crée en 1799 et dont le titulaire prend rang de ministre à compter de 1804. Ses missions sont semblables à celles qu'exerce de nos jours le secrétaire général de l'Élysée et celui du Gouvernement.
Il suit le travail ministériel au quotidien, et la correspondance des ministres avec l'Empereur passe entre ses mains. Il rédige les comptes-rendus des conseils et suivait la mise en œuvre des décisions impériales. Le ministre secrétaire d'État réglait en quelque sorte le travail de la branche exécutive. Avec le cabinet de l'Empereur, la secrétairerie d'État entretient des rapports étroits.
Elle comprend notamment une division des expéditions, une division de la correspondance et une division des archives. Cette dernière, sous l'égide du baron Fain, a rassemblé et recueilli des milliers de documents qui font aujourd'hui le miel des historiens du Consulat et de l'Empire.

### Le département de l'Intérieur
Le ministre de l'Intérieur est investi d'attributions vastes dans de nombreuses matières de l'action publique :
- Surveillance des communes et des départements, correspondance avec les préfets, suivi des nominations des préfets, sous-préfets et maires ;
- Élections ;
- Garde nationale ;
- Prisons ;
- Hôpitaux civils, secours publics, hospices et dépôts de mendicité ;
- Confection et entretien des routes, ports marchands, phares, ponts, canaux, télégraphes optiques et autres travaux publics, organisation de la navigation intérieure ;
- Mines et carrières, agriculture ;
- Instruction publique, musées, théâtres, archives, sociétés savantes ;
- Statistiques, poids et mesures.

Cette responsabilité écrasante explique sans doute le nombre important de titulaires du portefeuille.
Le ministère de l'Intérieur compte plusieurs directions générales : cultes (transformée en ministère en 1804), instruction publique (après la création de l'Université impériale en 1808, elle redevient une simple division du ministère de l'Intérieur), ponts et chaussées, musées, imprimerie et librairie (créée en 1810), communes et hospices (idem), mines (idem). 
L'Université impériale lui est rattachée.

### Le département de la Police générale
Département ministériel au cœur du dispositif napoléonien, le ministère de la Police est une création du Directoire conservée par le Consulat et l'Empire. Il est chargé de la sûreté et de la tranquillité intérieure sur l'ensemble du territoire, du maintien de l'ordre public et de la répression de la mendicité et du vagabondage. 
Il compte une division de la police secrète chargée des affaires relatives à la sûreté générale de l'État et à la découverte des complots et manœuvres subversives.
Pour en savoir plus : Joseph Fouché

### Le département du Grand juge, ministre de la Justice
Le département du ministre de la Justice dont le titulaire est également grand juge de l'Empire est chargé de l'organisation et la surveillance de l'ordre judiciaire et des professions judiciaires, de la correspondance avec les juridictions et les procureurs, de l'examen des recours en grâce, de l'impression et l'envoi du Bulletin des lois ainsi que de la délivrance des lettres patentes.
L'Imprimerie nationale lui est rattachée.

### Le département des Relations extérieures
À l'instar de tous les ministères des Affaires étrangères, le département des Relations extérieures a la responsabilité de la négociation et l'exécution des traités de politique et de commerce, la correspondance avec les ambassadeurs et consuls étrangers en France et des ambassadeurs de l'Empereur près les puissances étrangères. Il suit les affaires consulaires et l'expédition des passeports.
Il comprend notamment deux divisions politiques (Nord et Midi) et un bureau qui collecte des renseignements à l'étranger.
Pour en savoir plus : Charles-Maurice de Talleyrand-Périgord

### Le département de la Guerre
Le ministère de la Guerre est chargé de la levée et de l'organisation des armées, du matériel de l'artillerie et du génie, des écoles militaires, des fortifications et places de guerre, de la police militaire et de la discipline, des emplois, soldes et retraites des soldats.
Le ministre de la Guerre a autorité sur les commandants des divisions qui quadrillent le territoire de l'Empire. Il ne doit pas être confondu avec le major général de la grande armée, qui lui commande l'armée, quoique de 1804 à 1807, le maréchal Berthier cumula les deux fonctions. 
Il compte huit divisions : fonds et revues, nominations, opérations militaires, organisation des troupes, retraites, artillerie, génie, police militaire. Il compte également deux directions générales : revues et conscription, poudres et salpêtres.
L'Hôtel des Invalides lui est attaché comme établissement autonome.

### Le département de l'Administration de la Guerre
Créé en 1802 par transformation d'une direction du ministère de la Guerre, ce ministère de l'Administration de la Guerre (dont le titulaire est appelé ministre-directeur) assume des tâches d'intendance et de logistique pour le compte de l'armée napoléonienne : administration des services de vivres, des fourrages, du gîte des soldats, des convois, du service de santé et des hôpitaux militaires.
Il compte plusieurs bureaux ainsi que deux grandes directions générales : vivres de guerre, habillement et équipement des troupes.

### Le département de la Marine et des Colonies
En matière militaire, le ministère de la Marine est le pendant de ceux de la Guerre et de l'Administration de la Guerre : il est responsable de la levée et l'organisation des flottes, escadres et divisions navales. Il administre les carrières des marins, les hôpitaux de la marine, les ports et les arsenaux au service de la marine. Il conduit la politique de construction, réparation, entretien et armement des navires.
En matière civile, il dirige les douze arrondissements forestiers de la marine chargés de rechercher et d'exploiter les bois propres aux constructions navales.
Enfin, le ministre de la Marine exerce la direction des établissements et comptoirs français aux Antilles, en Asie, en Afrique et en Amérique.
Il a autorité sur les préfets maritimes et sur les commissaires des relations commerciales en poste à l'étranger.

### Le département des Finances
Classiquement, ce ministère est chargé de la préparation et de l'exécution des lois de finances, assure le recouvrement des impôts directs et des droits indirects, nomme les receveurs, surveille les banques, les douanes, les postes, la loterie, la monnaie, gère les domaines publics et les salines, expédie les ordonnances de paiement de la dette publique et les pensions civiles. 
Six directions générales lui sont attachées : liquidation de la dette, droits réunis, enregistrement et domaines, postes, forêts, sans compter la Caisse d'amortissement.

### Le département du Trésor impérial
Le ministère du Trésor règle les dépenses publiques, distribue les fonds entre les ministères, autorise le paiement de leurs dettes, enregistre les mutations du grand livre de la dette publique, surveille les receveurs et payeurs de l'État et suit le recouvrement des débets par le biais de l'agence judiciaire du Trésor.

### Le département des Manufactures et du Commerce
Créé en 1811, en pleine crise économique, et doté d'un ministre en 1812, le ministère du Commerce reçoit des compétences retirées à l'Intérieur et aux Finances principalement.
Il supervise les droits de douane, les mouvements et les flux dans les villes et les ports marchands de l'Empire, les besoins en subsistances de l'Empire, les importations et les exportations de denrées, les tableaux annuels de la balance du commerce extérieur, la réglementation des manufactures, fabriques, ateliers et usines, la nomination des agents de change et des courtiers, les chambres de commerce ou encore les conseils de prud'hommes.

### Le département des Cultes
Il veille à la bonne application du Concordat et des lois qui le complètent, prépare les décisions de l'Empereur en matière de cultes (autorisation de création de paroisse, nomination etc.), surveille que l'exercice du culte ne contrevient pas à l'ordre public, administre les personnels ecclésiastiques qui dépendent de l'État et suit la gestion des biens ecclésiastiques.

## Les titulaires

### Nomination du 18 mai 1804
- Ministre secrétaire d'État : Hugues-Bernard Maret
- Ministre de l'Intérieur : Jean-Antoine Chaptal
- Ministre de la Police générale : Joseph Fouché (ministère recréé, ses compétences avaient été transférées à la Justice entre 1802 et 1804)
- Grand juge, ministre de la Justice : Claude Ambroise Régnier
- Ministre des Relations extérieures : Charles-Maurice de Talleyrand-Périgord
- Ministre de la Guerre : Louis-Alexandre Berthier
- Ministre-directeur de l'Administration de la Guerre : Jean François Aimé Dejean
- Ministre de la Marine et des Colonies : Denis Decrès
- Ministre des Finances : Martin Michel Charles Gaudin
- Ministre du Trésor impérial : François Barbé-Marbois

### Nomination du 11 juillet 1804
- Ministre des Cultes : Jean-Étienne-Marie Portalis (ministère créé, à partir d'une direction générale du ministère de l'Intérieur)

### Remaniement du 7 août 1804
- Ministre de l'Intérieur : Jean-Baptiste Nompère de Champagny

### Remaniement du 27 janvier 1806
- Ministre du Trésor impérial : Nicolas François Mollien

### Remaniement du 9 août 1807
- Ministre de l'Intérieur : Emmanuel Crétet
- Ministre des Relations extérieures : Jean-Baptiste Nompère de Champagny

### Remaniement du 19 août 1807
- Ministre de la Guerre : Henri Jacques Guillaume Clarke

### Remaniement du 4 janvier 1808
- Ministre des Cultes : Félix Julien Jean Bigot de Préameneu

### Remaniement du 29 juin 1809
- Ministre de l'Intérieur : Joseph Fouché (intérim)

### Remaniement du1eroctobre 1809
- Ministre de l'Intérieur : Jean-Pierre de Montalivet

### Remaniement du 3 janvier 1810
- Ministre-directeur de l'Administration de la Guerre : Jean-Girard Lacuée

### Remaniement du 3 juin 1810
- Ministre de la Police générale : Anne Jean Marie René Savary

### Remaniement du 17 avril 1811
- Ministre secrétaire d'État : Pierre Daru
- Ministre des Relations extérieures : Hugues-Bernard Maret

### Nomination du 16 janvier 1812
- Ministre des Manufactures et du Commerce : Jean-Baptiste Collin de Sussy (ministère créé)

### Remaniement du 20 novembre 1813
- Ministre secrétaire d'État : Hugues-Bernard Maret
- Grand juge, ministre de la Justice : Mathieu Molé
- Ministre des Relations extérieures : Armand Augustin Louis de Caulaincourt
- Ministre-directeur de l'Administration de la Guerre : Pierre Daru

### Les Cent-Jours: nomination des 20, 21 et 24 mars 1815
- Ministre secrétaire d'État : Hugues-Bernard Maret
- Ministre de l'Intérieur : Hugues-Bernard Maret (intérim du 20 au 22 mars 1815) puis Lazare Nicolas Marguerite Carnot, assisté de deux ministres d'État : Félix Julien Jean Bigot de Préameneu (Cultes) et Jean-Antoine Chaptal (Commerce)
- Ministre de la Police générale : Joseph Fouché
- Grand juge, ministre de la Justice : Jean-Jacques-Régis de Cambacérès, assisté d'un ministre d'État : Antoine Boulay de la Meurthe
- Ministre des Affaires étrangères : Armand Augustin Louis de Caulaincourt, assisté de deux sous-secrétaires d'État : Louis Pierre Édouard Bignon et Louis-Guillaume Otto.
- Ministre de la Guerre : Louis Nicolas Davout, assisté d'un ministre d'État : Pierre Daru (Administration de la Guerre)
- Ministre de la Marine et des Colonies : Denis Decrès
- Ministre des Finances : Martin Michel Charles Gaudin
- Ministre du Trésor impérial : Nicolas François Mollien

Les ministères du Commerce et des Cultes sont rattachés au ministère de l'Intérieur et celui de l'Administration de la Guerre réintègre le ministère de la Guerre.